# Canton de Valenciennes-Est
Le canton de Valenciennes-Est est un ancien canton français, située dans le département du Nord et la région Nord-Pas-de-Calais.

## Composition
Le canton de Valenciennes-Est regroupait les communes suivantes :
| Nom                      | Code Insee | Codepostal | Superficie (km2) | Population (dernière pop. légale) | Densité (hab./km2) |
| ------------------------ | ---------- | ---------- | ---------------- | --------------------------------- | ------------------ |
| Valenciennes (chef-lieu) | 59606      | 59300      | 13,82            | 42 989 (2012)                     | 3 111              |
| Curgies                  | 59166      | 59990      | 6,08             | 1 100 (2012)                      | 181                |
| Estreux                  | 59215      | 59990      | 5,30             | 982 (2012)                        | 185                |
| Marly                    | 59383      | 59770      | 8,04             | 11 449 (2012)                     | 1 424              |
| Onnaing                  | 59447      | 59264      | 12,97            | 8 715 (2012)                      | 672                |
| Préseau                  | 59471      | 59990      | 6,34             | 1 821 (2012)                      | 287                |
| Quarouble                | 59479      | 59243      | 12,27            | 3 058 (2012)                      | 249                |
| Quiévrechain             | 59484      | 59920      | 4,71             | 6 263 (2012)                      | 1 330              |
| Rombies-et-Marchipont    | 59505      | 59990      | 4,81             | 775 (2012)                        | 161                |
| Saultain                 | 59557      | 59990      | 6,45             | 2 100 (2012)                      | 326                |
| Sebourg                  | 59559      | 59990      | 14,23            | 1 939 (2012)                      | 136                |

## Histoire
De 1833 à 1848, les cantons de Valenciennes Nord et Valenciennes Est avaient le même conseiller général. Le nombre de conseillers généraux était limité à 30 par département.

## Représentation

### Conseillers généraux de 1833 à 2015
| Période                | Identité                                  | Parti               | Qualité |
| ---------------------- | ----------------------------------------- | ------------------- | --- |
| 1833-1836              | Henry François Bara                       |                     | Avocat et juge suppléant à Valenciennes                                                                     |
| 1836-1842              | Pierre Antoine Joseph Hamoir              |                     | Négociant à Valenciennes                                                                                    |
| 1842-1848              | Emile Louis Fénelon Boulanger (1800-1875) |                     | Juge au Tribunal civil de Valenciennes, conseiller d'arrondissement                                         |
| 1848-1852              | Louis-Maximilien Beauvois                 |                     | Notaire à Valenciennes                                                                                      |
| 1852-1861              | Amédée Hamoir (1783-1867)                 | Majorité dynastique | Fabricant de sucre à Saultain député au Corps législatif (1866-1870)                                        |
| 1861-1870              | Henri Lemaire                             | Majorité dynastique | Artiste-peintre Député (1852-1863)                                                                          |
| 1870-1873 (décès)      | Edouard Hamoir (1810-1873)                |                     | Négociant, ancien maire de Valenciennes (1846-1848)                                                         |
| 1873-1883              | Amédée Bultot (1818-1892)                 | Républicain         | Notaire - Maire de Valenciennes (1871-1892)                                                                 |
| 1883-1889 (démission)  | Prudent François Joseph Dassonville-Guyot | Républicain         | Ancien capitaine de la Garde nationale Agriculteur, fabricant de sucre, maire de Préseau                    |
| 1892-1902 (annulation) | Émile Weill-Mallez                        | Républicain Radical | Industriel - Maire de Marly Député (1893-1902)                                                              |
| 1904-1913              | Gustave Bouvier                           | Rad.ind.            | Propriétaire-agriculteur Maire de Rombies Député (1910-1914)                                                |
| 1913-1919              | Émile Verdavaine                          | SFIO                | Ajusteur puis artisan métallurgiste Maire d'Onnaing                                                         |
| 1919-1931              | Albert Duponchel                          | SFIO                | Instituteur à Valenciennes                                                                                  |
| 1931-1937              | Jean-Marie Lebacq                         | URD                 | Faïencier Adjoint au maire de Valenciennes                                                                  |
| 1937-1940              | Oscar Carpentier (1899-1978)              | PC-SFIC             | Ouvrier métallurgiste, maire de Marly (1935-1940) Déchu de son mandat en 1939 à la suite du décret Daladier |
|                        |                                           |                     | |
| 1945-1949              | Oscar Carpentier                          | PCF                 | Secrétaire du syndicat CGT du Bâtiment Maire de Marly (1945-1971)                                           |
| 1949-1955              | Pierre Carous                             | RS                  | Avocat, Maire de Valenciennes (1947-1988)                                                                   |
| 1955-1961              | Georges Wallet                            | SFIO                | Maire d'Onnaing Suppléant du député Tarsyle Dewasmes                                                        |
| 1961-1967              | Arthur Musmeaux                           | PCF                 | Ouvrier ajusteur, Député (1936-1940, 1945-1958 et 1962-1973)                                                |
| 1967-1985              | Gaston Poulain                            | PCF                 | Syndicaliste cheminot puis journaliste Conseiller municipal de Valenciennes                                 |
| 1985-1988 (démission)  | Olivier Marlière                          | RPR                 | Avocat, Député (1986-1988) Maire de Valenciennes (1988-1989)                                                |
| 1988-1992              | Fabien Thiémé                             | PCF                 | Fraiseur, Député (1988-1993)                                                                                |
| 1992-1998              | Stéphane Leman                            | RPR                 | Chirurgien Adjoint au maire puis conseiller municipal de Valenciennes                                       |
| 1998-2015              | Fabien Thiémé                             | PCF                 | Maire de Marly (2008-2019) Vice-président du Conseil général                                                |

### Conseillers d'arrondissement (de 1833 à 1940)
| Période | Période           | Identité                                    | Étiquette         | Qualité |
| ------- | ----------------- | ------------------------------------------- | ----------------- | --- |
| 1833    | 1839              | Jean Baptiste Cavrois (1768-1851)           |                   | Droguiste à Valenciennes                                                                                               |
| 1839    | 1842              | Émile Louis Fénelon Boulanger               |                   | Juge au Tribunal civil de Valenciennes                                                                                 |
| 1842    | 1848              | François Joseph Brabant (1800-1871)         |                   | Fabricant de sucre à Onnaing                                                                                           |
|         |                   |                                             |                   | |
| 1870    | 1871              | Louis Joseph Bracq-Dabencourt (1800-1881)   |                   | Négociant en tissus de lin, fabricant de batiste, appreteur de toilettes, maire (nommé) de Valenciennes (1857-1870)    |
| 1871    | 1892              | Julien Dècle (1822-1905)                    |                   | Propriétaire, banquier, maire de Marly (1870-1874) Président du Conseil d'arrondissement                               |
| 1892    | 1904              | Paul Sautteau                               | Républicain       | Avocat, adjoint au maire de Valenciennes                                                                               |
| 1904    | 1908 (annulation) | Maurice Thellier de Poncheville (1878-1948) | Républicain       | Brasseur à Valenciennes                                                                                                |
| 1908    | 1910              | René Henri Clerquin-Lesur (1879-?)          | Radical           | Négociant à Onnaing |
| 1910    | 1919              | Aimé Huyghe-Wallet                          | Républicain       | Industriel, maire de Quiévrechain                                                                                      |
| 1919    | 1922              | Aimé Laboureau (1886-1972)                  | SFIO puis PC-SFIC | Ouvrier du bâtiment à Valenciennes                                                                                     |
| 1922    | 1934              | Jules Billiet (1861-1951)                   | FR                | Négociant, conseiller municipal de Valenciennes                                                                        |
| 1934    | 1940              | Lucien Raux                                 | PC-SFIC puis UPF  | Ouvrier mineur ; secrétaire général du syndicat CGTU des mineurs du bassin d’Anzin, maire d'Onnaing Député (1936-1942) |
| 1940    |                   |                                             |                   | Les conseils d'arrondissement ont été suspendus par la loi du 12 octobre 1940 et n'ont jamais été réactivés            |

## Démographie
| 1962 | 1968 | 1975 | 1982 | 1990   | 1999   | 2006   | 2011   | 2012   |
| ---- | ---- | ---- | ---- | ------ | ------ | ------ | ------ | ------ |
| -    | -    | -    | -    | 49 432 | 48 834 | 48 992 | 49 492 | 49 344 |

### Pyramide des âges
Comparaison des pyramides des âges du Canton de Valenciennes-Est et du département du Nord en 2006
| Hommes | Classe d’âge   | Femmes |
| ------ | -------------- | ------ |
| 0,2    | 90 ans et plus | 0,6    |
| 4,9    | 75 à 89 ans    | 8,2    |
| 11,2   | 60 à 74 ans    | 13,1   |
| 20,9   | 45 à 59 ans    | 21     |
| 20,4   | 30 à 44 ans    | 19,7   |
| 21,4   | 15 à 29 ans    | 19     |
| 21,1   | 0 à 14 ans     | 18,5   |

| Hommes | Classe d’âge   | Femmes |
| ------ | -------------- | ------ |
| 0,2    | 90 ans et plus | 0,8    |
| 4,3    | 75 à 89 ans    | 7,9    |
| 10,3   | 60 à 74 ans    | 11,9   |
| 19,7   | 45 à 59 ans    | 19,4   |
| 21,1   | 30 à 44 ans    | 20,1   |
| 22,6   | 15 à 29 ans    | 21     |
| 21,6   | 0 à 14 ans     | 19     |